# Гомк
Гомк (вірм. Գոմք) — село в марзі Вайоц-Дзор, на півдні Вірменії. Село розташоване за 18 км на південний схід від міста Вайк та за 30 км на південний схід від міста Єхегнадзор.